# Udelfangen

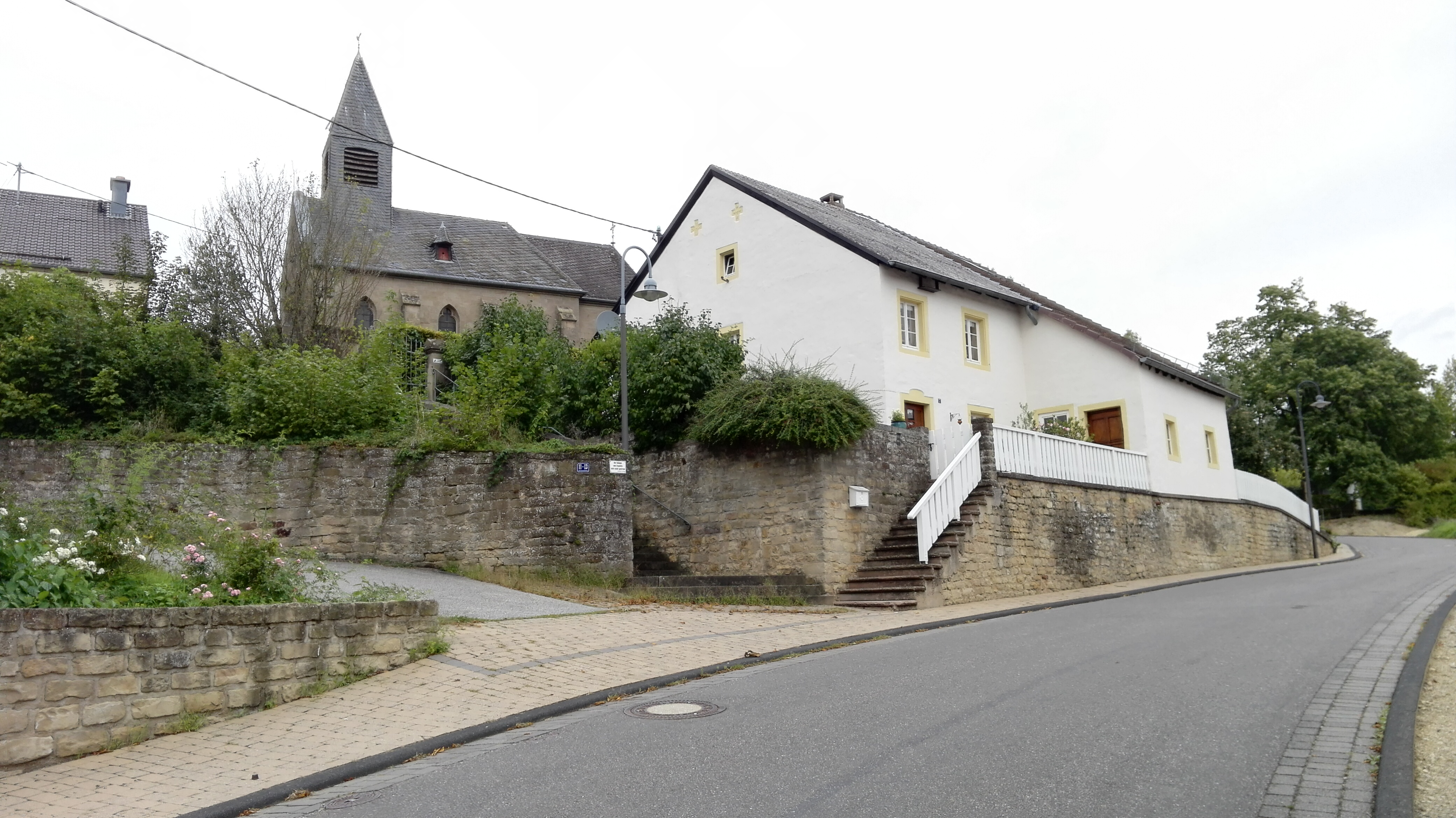
Blick zur katholischen Kirche St. Agritius

Udelfangen ist ein Ortsbezirk der Ortsgemeinde Trierweiler im Landkreis Trier-Saarburg in Rheinland-Pfalz.

## Lage
Die Ortschaft befindet sich in der Südeifel nahe der Grenze zu Luxemburg, die hier die Sauer bildet. Sie erstreckt sich vom Tal des „Udelfanger Bachs“ in nördliche Richtung eine Anhöhe hinauf und liegt auf einer Höhe von etwa 240 bis 360 m ü. NHN.
Zum Ortsbezirk Udelfangen gehören auch die Wohnplätze Katzenbach und Dreikönigshof.
Trierweiler befindet sich etwa 1,5 Kilometer (km, alle Entfernungsangaben in Luftlinie) südlich, Trier 7 km südöstlich und die Stadt Luxemburg 40 km südwestlich.

## Geschichte
Im Jahre 1030 wird Udelfangen erstmals als „Odolvinga“ urkundlich erwähnt. Römische Siedlungsspuren lassen aber darauf schließen, dass die Umgebung bereits zuvor besiedelt war.
Nach der Inbesitznahme des Linken Rheinufers durch französische Revolutionstruppen war der Ort von 1798 bis 1814 Teil der Französischen Republik (bis 1804) und anschließend des Französischen Kaiserreichs. Nach der Niederlage Napoleons kam Udelfangen 1815 aufgrund der auf dem Wiener Kongress getroffenen Vereinbarungen zum Königreich Preußen. Der Ort wurde dem Landkreis Trier im Regierungsbezirk Trier zugeordnet, der 1822 Teil der neu gebildeten Rheinprovinz wurde.
Als Folge des Ersten Weltkriegs gehörte die gesamte Region zum französischen Teil der Alliierten Rheinlandbesetzung. Im Jahr 1929 wird das Schulgebäude eingeweiht, das später, nach Schließung der Schule im Jahre 1971, zum Gemeindehaus umgebaut wurde.
Nach dem Zweiten Weltkrieg wurde Udelfangen innerhalb der französischen Besatzungszone Teil des damals neu gebildeten Landes Rheinland-Pfalz. Im Rahmen der Mitte der 1960er Jahre begonnenen rheinland-pfälzischen Gebiets- und Verwaltungsreform wurde der Landkreis Trier am 7. Juni 1969 aufgelöst. Udelfangen gehörte zu dem größeren Kreisteil, der mit dem Landkreis Saarburg zum neuen Landkreis Trier-Saarburg vereinigt wurde. Am 16. März 1974 wurde die bis zu diesem Zeitpunkt selbstständige Gemeinde Udelfangen mit zu diesem Zeitpunkt 245 Einwohnern, zusammen mit Fusenich, nach Trierweiler eingemeindet.

## Politik

### Ortsbezirk
Udelfangen ist gemäß Hauptsatzung einer von vier Ortsbezirken der Ortsgemeinde Trierweiler. Der Ortsbezirk umfasst das Gebiet der früheren Gemeinde. Die Interessen des Ortsbezirks werden durch einen Ortsbeirat und durch einen Ortsvorsteher vertreten.

### Ortsbeirat
Der Ortsbeirat besteht aus fünf Mitgliedern, die bei der Kommunalwahl am 9. Juni 2024 in einer Mehrheitswahl gewählt wurden, und dem ehrenamtlichen Ortsvorsteher als Vorsitzendem. Die Wahl 2019 wurde als personalisierte Verhältniswahl durchgeführt, da zwei Wahlvorschlagslisten eingereicht wurden.
Die Sitzverteilung im Ortsbeirat:
| Wahl | CDU               | FBL (*)           | Gesamt  |
| ---- | ----------------- | ----------------- | ------- |
| 2024 | per Mehrheitswahl | per Mehrheitswahl | 5 Sitze |
| 2019 | 4                 | 1                 | 5 Sitze |
| 2014 | per Mehrheitswahl | per Mehrheitswahl | 5 Sitze |
| 2009 | per Mehrheitswahl | per Mehrheitswahl | 5 Sitze |

### Ortsvorsteher
Matthias Burg (CDU) ist Ortsvorsteher von Udelfangen. Bei der Direktwahl am 26. Mai 2019 wurde er mit einem Stimmenanteil von 75,64 % und am 9. Juni 2024 als einziger Bewerber mit 69,7 % jeweils für weitere fünf Jahre in seinem Amt bestätigt.

## Infrastruktur

### Verkehr
- Straße

Die nächsten Autobahnen sind die A 64 im Süden sowie die A 1 im Osten. Die Bundesstraße 51 verläuft einige Kilometer östlich durch Hohensonne und die B 418 westlich im Tal der Sauer. Es bestehen gelegentliche Busverbindungen in die umliegenden Orte.
- Schiene

Trier Hauptbahnhof ist der nächstgelegene Bahnhof.
- Flugverkehr

Die nächstgelegenen Verkehrslandeplätze sind der Flugplatz Trier-Föhren und der Flugplatz Bitburg; internationale Flughäfen sind der Flughafen Luxemburg und der Flughafen Frankfurt-Hahn.

### Einrichtungen
Die Grundschule im Ort wurde bereits vor etlichen Jahren geschlossen und das Gebäude zum Dorfgemeindehaus umgebaut.

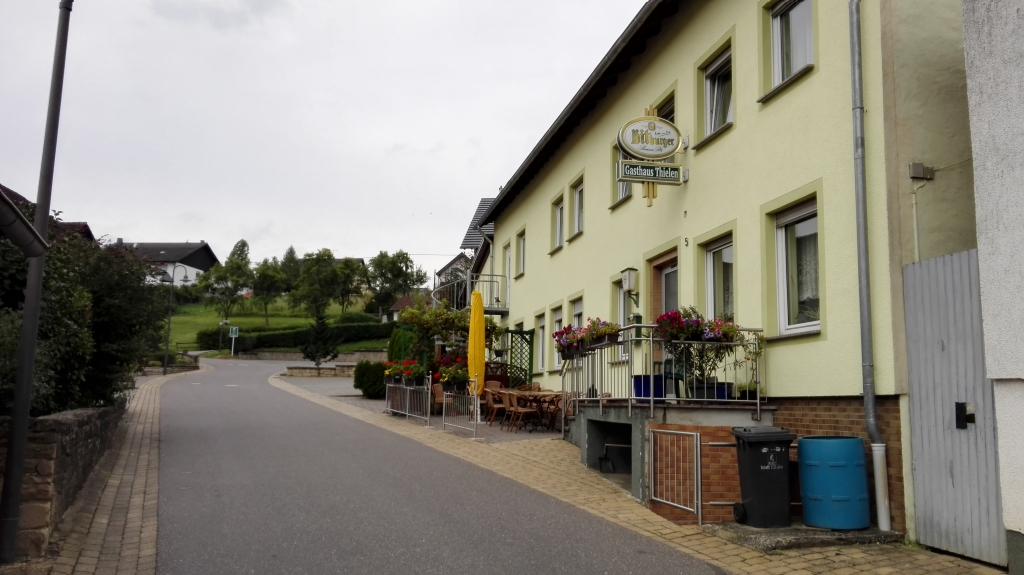
Gasthaus Thielen

## Wirtschaft
Seit etwa Mitte des 19. Jahrhunderts war der Abbau des Udelfanger Sandsteins, der ab 1842 zum Weiterbau u. a. des Kölner Doms vor Ort gewonnen wurde, ein bedeutender Wirtschaftszweig. So waren um 1870 ca. 250 Arbeiter in den Steinbrüchen beschäftigt. Heute sind in dem letzten noch verbliebenem Steinbruch noch etwa ein halbes Dutzend Mitarbeiter angestellt. Auch die Landwirtschaft spielt mit noch zwei Betrieben im Vollerwerb sowie einigen Nebenerwerbshöfen kaum noch eine Rolle.
Im Ort gibt es ein überregional tätiges Tonstudio sowie einige weitere Handwerks- und Dienstleistungsunternehmen. Touristische Infrastruktur ist bis auf eine Dorfgaststätte nicht vorhanden.

## Bauwerke

### Einzeldenkmäler
Unter Denkmalschutz stehen innerhalb der Ortslage:
- der Streckhof „Im Wiesengrund“ 7, dessen Wohnteil 1841 errichtet wurde, während der Wirtschaftsteil aus dem Jahre 1871 stammt,
- die Katholische Filialkirche „St. Agritius“ in der Lindenstraße 9, ein neugotischer Saalbau von 1885 des Architekten Reinhold Wirtz aus Trier, der 1886 geweiht wurde sowie der zugehörig Kirchhof mit dem Friedhofskreuz von 1761 und
- das Quereinhaus „Lindenstraße“ 11, das im Kern aus dem späten 16. Jahrhundert stammt und gegen Ende des 19. Jahrhunderts erweitert wurde.

In der Gemarkung:
- eine teils im Boden versunkenen Quellfassung eines Brunnens aus dem 19. Jahrhundert westlich der Ortslage an der Kreuzung der Kreisstraße 7 (K 7) mit der Straße „Unter den Buchen“,
- das Wegekreuz westlich der Ortslage an der Kreuzung der K 7 mit der Straße „Unter den Buchen“, ein Schaftkreuz aus der Zeit um 1870 sowie
- die Wegekapelle westlich von Udelfangen über der Schlucht des „Udelfanger Bachs“ an der K 7, ein Sandsteinquaderbau von 1887.

## Persönlichkeiten, die vor Ort wirken oder wirkten
- Reinhold Wirtz (1842–1898). Architekt, Kommunalkreis- und Diözesanbaumeister des Bistums Trier